# Wee Chow Hou
Wee Chow Hou (* 2. Januar 1951 in Singapur) ist ein singapurischer Wirtschaftswissenschaftler.

## Leben
Wee Chow Hou studierte an der Nationaluniversität Singapur (Bachelor, 1973) und an der University of Western Ontario (Bachelor, 1974). Es folgten ein MBA (1976) und der Ph.D. (1984).
Danach wurde er Professor für Wirtschaftspolitik und Dekan der Fakultät für Betriebswirtschaftslehre an der Nationaluniversität Singapur. Er ist Professor für Strategie und Marketing an der Nanyang Technological University und Fellow am Institute on Asian Consumer Insight (ACI). Von 2005 bis 2009 leitete er die Abteilung für Strategie, Management und Organisation. Außerdem ist er Honorarprofessor an der Xiamen-Universität in China und der Universiti Tunku Abdul Rahman in Malaysia. Er war beriet Unternehmen der Fortune Global 500 und schrieb über 300 Fachaufsätze und verfasste 3 Bücher.

## Auszeichnungen
- Gewinner der Academy of Marketing Science (1984)
- Ph.D. Paper Award (1985)
- Public Administration Medal in Silber (1995)
- Public Service Medal (1999)
- Public Service Star (2006)

## Schriften (Auswahl)
- Sun Zi Art of War: An Illustrated Translation with Asian Perspectives and Insights. Prentice-Hall, Pearson Education, Singapur 2003, ISBN 0-13-100137-X.
- Sun Zi Bingfa: Selected Insights and Applications to Business. Prentice-Hall, Singapur 2005, ISBN 981-06-7591-7.
- mit Fred Combe: Business Journey to the East: An East-West Perspective on Global-is-Asian. McGraw-Hill, New York 2009, ISBN 978-0-07-127802-7.